# Франко Де Пікколі
Франко Де Пікколі (італ. Franco De Piccoli; 29 листопада 1937, Местре, Італія) — італійський боксер, олімпійський чемпіон 1960 року. 

## Аматорська кар'єра
Олімпійські ігри 1960 
- 1/8 фіналу. Переміг Віллі Веннемана (Бельгія)
- 1/4 фіналу. Переміг Андрія Абрамова (СРСР) 5-0
- 1/2 фіналу. Переміг Йозефа Немеца (Чехословаччина) 4-1
- Фінал. Переміг Даніеля Беккера (Південно-Африканська Республіка) KO1